# Дубровин, Юрий Митрофанович
Юрий Митрофанович Дубровин (8 октября 1941; Ростов-на-Дону, РСФСР, СССР — 30 мая 2004; Москва, Россия) — советский актёр театра и кино.

## Биография
Родился 8 октября 1941 года в Ростове-на-Дону.
Учился в отделении клоунады и речевого жанра Государственного училища циркового и эстрадного искусства, которое Дубровин окончил в 1966 году. Затем им была окончена студия при Театре имени Моссовета. Служил Московскому театру миниатюр (Эрмитаж) и театру «У Никитских ворот». В кино Дубровин снимался с середины 1970-х годов. Наиболее известен ролью Огарок в фильме «Крестьянский сын», по роли Гены в фильме «Лекарство против страха», по роли Гарри в фильме «Лобо» и по роли Пупыкина в фильме «Из жизни Фёдора Кузькина».
Ушёл из жизни 30 мая 2004 года в Москве.

## Фильмография
- 1975 — Крестьянский сын — Огарок
- 1976 — 12 стульев — прохожий скрипач у дома Грицацуевой
- 1976 — Умница — Перебежчик
- 1978 — Далёкий марш — парикмахер
- 1978 — Лекарство против страха — Гена
- 1978 — Лобо — Гарри
- 1978 — Приехали на конкурс повара — приятель Стефанэ
- 1979 — Емелино горе — Леший
- 1979 — Жил-был настройщик — смеющийся прохожий
- 1980 — Мир в трёх измерениях — заводила
- 1983 — Отцы и дети — доктор-немец
- 1987 — Сильнее всех иных велений — староста Сафрон
- 1987 — Христиане — судья
- 1988 — Происшествие в Утиноозёрске — участник совещания
- 1989 — Из жизни Фёдора Кузькина — Пупыкин
- 1990 — Мария Магдалина — коробейник
- 1990 — Место убийцы вакантно — водитель
- 1991 — Безумная Лори — мужчина с собакой в очереди к ветеринару
- 1991 — Московская любовь — мужчина на лавочке
- 1991 — Шальная баба — хозяин дома

## Оценочные мнения
- Со слов киноведа Алексея Тремасова, Дубровин обладал интересной фактурой и комедийным даром. Снимался в небольших ролях и эпизодах, в которых продемонстрировал характерно-комедийный дар, склонность с эксцентрике[1].